# Jitka Lukešová
Jitka Lukešová (n. 6 ianuarie 1946, Praga, Cehoslovacia) este o filologă romanistă și traducătoare cehă, specializată în limba română.

## Biografie
A absolvit cursurile Facultății de Filosofie⁠(d) a Universității Caroline din Praga, sub îndrumarea profesoarei Marie Kavková.

## Activitatea publicistică
Jitka Lukešová a făcut parte, alături de cercetătorii Libuše Valentová și Jiří Našinec, din colectivul coordonat de profesoara Marie Kavková, care a elaborat pe parcursul a doi ani lucrarea colectivă amplă Slovník spisovatelů – Rumunsko (Dicționar de scriitori din România), publicată în anul 1984 de Editura Odeon din Praga. Cei patru autori ai dicționarului și-au împărțit activitatea astfel: Marie Kavková a scris articolele despre literatura veche și literatura clasică, precum și un studiu introductiv (care a devenit în timp o lucrare de referință), Libuše Valentová a alcătuit capitolele despre literatura interbelică, critica și istoria literară, iar Jitka Lukešová și Jiří Našinec au lucrat la partea de literatură contemporană. În urma indicațiilor Uniunii Scriitorilor din România (cu care colectivul cehoslovac se afla mereu în contact) și a intervențiilor diplomatice ale Ambasadei României de la Praga, autorii lucrării au fost nevoiți să elimine mai mulți scriitori români care trăiau exilați în străinătate precum Sorin Alexandrescu, Ion Caraion, Paul Goma, Virgil Ierunca, Monica Lovinescu, Petru Popescu, Dumitru Țepeneag și Mihai Ursachi. Dicționarul, care face parte dintr-o colecție întreagă dedicată literaturilor străine, conține articole despre aproape 400 de scriitori și filologi români și este însoțit de un studiu introductiv scris de Marie Kavková, având la bază o bibliografie amplă. Tirajul dicționarului a fost destul de redus, iar cele 2.000 de exemplare s-au epuizat rapid. Puținele recenzii publicate în România au fost toate favorabile și au lăudat apariția acestei lucrări în străinătate, precum și efortul autorilor de a face cunoscută literatura românească unui public străin.
Ea s-a implicat încă de la începutul anilor 1970 în activitatea de traducere în limba cehă a unor opere literare românești. Unele traduceri (printre care comediile Conu Leonida față cu reacțiunea și D-ale carnavalului ale lui Ion Luca Caragiale) au fost realizate în colaborare cu Marie Kavková.

## Premii și alte distincții
- Premiul pentru traduceri al Salonului Internațional de Carte (1997) – pentru traducerea în cehă a cărții Întoarcerea lui Ulise de Modest Morariu[17]
- Ordinul Național „Serviciul Credincios” în grad de Comandor (2002) „pentru serviciile deosebite aduse promovării limbii și culturii literare române în Republica Cehă, prin studierea acestora la catedra de specialitate a Universității Caroline din Praga, prin elaborarea de lucrări științifice de înaltă ținută, prin traducerea în limba cehă a numeroase opere literare din limba română, precum și pentru meritoria activitate desfășurată în cadrul Asociației de prietenie Cehia–România”[18]

## Lucrări (selecție)

### Cărți
- Slovník spisovatelů – Rumunsko (Dicționar de scriitori din România), Odeon, Praga, 1984, 398 p. + tabel cronologic de 66 de pagini – în colaborare cu Marie Kavková, Libuše Valentová și Jiří Našinec

### Traduceri
- Anatol E. Baconsky, Rovnodennost bláznů (Echinocțiul nebunilor), în Světová literatura, nr. 1/1969 – împreună cu Marie Kavková[13]
- Ion Luca Caragiale, Když se slaví karneval (D-ale carnavalului), comedie în trei acte, 61 p., premieră la Teatrul Municipal din Praga, 1970;[15][13] ed. Dilia, Praga, 1975, 72 p. – împreună cu Marie Kavková[19][20]
- Ion Luca Caragiale, Pan Leonida proti reakci (Conu Leonida față cu reacțiunea), comedie, premieră la Teatrul Maringotka din Praga, 1970 – împreună cu Marie Kavková;[15][13][20] piesa a fost pusă în scenă de regizoarea Zuzana Kočová[15]
- Gianina Cărbunariu, Stop the tempo!. Kebab (Stop the tempo!. Kebab), Divadelní ústav, Praga, 2008, 90 p.[21]
- Gib I. Mihăescu, Preludy (Preludii), nuvele, Odeon, Praga, col. Světová četba, 1986, 291 p.; prefață „Přeludný svět Giba Mihaesca” („Lumea iluzorie a lui Gib Mihăescu”) de Marie Kavková, grafică de Hana Keslová[22][23]
- Gib I. Mihăescu, Ruska. Strážní stanoviště poručíka Ragaiaca na Dněstru (Rusoaica – Bordeiul pe Nistru al locotenentului Ragaiac), nuvele, ed. I, Havran, Praga, col. Kamikaze, 2012, 265 p.[23]
- Modest Morariu, Odysseuv návrat (Întoarcerea lui Ulise), Volvox Globator, Praga, col. Medusa, 1996, 224 p.[24]
- Ion Marin Sadoveanu, Konec stoleti v Bukurešti (Sfârșit de veac în București), Melantrich, Praga, 1979, 316 p. – împreună cu Marie Kavková[25][26]